# Emmanuel Goldstein
Emmanuel Goldstein – postać literacka w powieści George’a Orwella Rok 1984. Występuje w powieści jedynie jako postać negatywna w filmach propagandowych, prezentowanych na teleekranie. Nie można jednak wykluczyć tego, iż Emmanuel Goldstein jest jedynie mistyfikacją rządu Oceanii, gdyż w powieści nie ma żadnych wątków fabularnych w których by występował.
Według oficjalnej propagandy Partii, Goldstein był w przeszłości jednym z jej najważniejszych dostojników, współpracujących z Wielkim Bratem, ale stał się kontrrewolucjonistą i zbiegł do jednego z sąsiednich mocarstw. Goldstein jest „wrogiem ludu”, przywódcą Braterstwa – tajemniczej organizacji opozycyjnej, zajmującej się dywersją w Oceanii (która jednak najprawdopodobniej jest w istocie tylko kreacją Ministerstwa Miłości), a także domniemanym autorem „Księgi” demaskującej mechanizmy funkcjonowania angsocu.
Przeciwko niemu są w Oceanii praktykowane rytuały Dwóch Minut Nienawiści, które są spotkaniami propagandowymi obowiązkowymi dla członków Partii Zewnętrznej. W ich trakcie odtwarzany jest na teleekranie film propagandowy mający wzmóc nienawiść do Goldsteina i wszystkich wrogów Partii, a równocześnie mający rozbudzać i ugruntować miłość do Partii, angsocu i Oceanii.
Mit o zagrożeniu dla porządku publicznego ze strony spisku Goldsteina i Braterstwa, jest dla Partii uzasadnieniem terroru stosowanego przez Policję Myśli.
Istnieje wiele domysłów czy postać Emmanuela Goldsteina była inspirowana jakąś konkretną sylwetką historyczną. Wskazywany jest m.in. Lew Trocki (tak twierdził Christopher Hitchens) lub hiszpański komunista, przywódca partii POUM, Andreu Nin.